# Pomnik Achillesa Rattiego w Warszawie
Pomnik Achillesa Rattiego – monument znajdujący się przy al. Jana Chrystiana Szucha, na terenie Nuncjatury Stolicy Apostolskiej w Warszawie. 

## Historia
Pomnik upamiętnia Achillesa Rattiego, wizytatora apostolskiego w Polsce, a następnie pierwszego nuncjusza apostolskiego w odrodzonym po czasie zaborów państwie polskim, który latach 1922–1939 pełnił urząd papieża jako Pius XI. 
Pomnik odsłonięto 6 czerwca 2019 przed budynkiem Nuncjatury Stolicy Apostolskiej w Polsce. Autorem rzeźby jest włoski artysta Armado Benato. Pomnik przedstawia postać kardynała Achillesa Rattiego stojącego z kapeluszem kardynalskim w dłoni. Postać na pomniku ubrana jest w sutannę przepasaną stułą oraz płaszcz. Na cokole umieszczony jest napis – Na pamiątkę setnej rocznicy nominacji ks. Achillesa Rattiego, późniejszego papieża Piusa XI, na pierwszego Nuncjusza Apostolskiego w Warszawie po przywróceniu relacji między Polską a Stolicą Apostolską.
Uroczystość odsłonięcia pomnika miała miejsce w 100-rocznicę mianowania Achillesa Rattiego przez papieża Benedykta XV na stanowisko nuncjusza apostolskiego w Polsce. W uroczystości wzięli udział przedstawiciele władz państwowych i kościelnych, m.in. marszałek Senatu RP Stanisław Karczewski, abp Edgar Peña Parra – substytut ds. ogólnych Sekretariatu Stanu Stolicy Apostolskiej, Nuncjusz Apostolski w Polsce, abp Salvatore Pennacchio, Prymas Polski abp Wojciech Polak i kard. Kazimierz Nycz.